# خالد الغول (لاعب كرة قدم فلسطيني)
خالد الغول (8 سبتمبر 2002-) لاعب كرة قدم فلسطيني. يلعب كمهاجم في نادي جارون زغرب. وُلد في كرواتيا، وهو لاعب دولي فلسطيني في صفوف منتخب الشباب.

## مسيرته
يلعب الغول بشكل أساسي كمهاجم، انضم كلاعب شاب إلى أكاديمية الشباب في نادي إن كيه نور زغرب الكرواتي، وفي عام 2010 انضم إلى أكاديمية الشباب في نادي إن كيه لوكوموتيفا الكرواتي، في عام 2012 انضم إلى أكاديمية الشباب في نادي جي إن كيه دينامو زغرب الكرواتي، وبدأ الغول مسيرته الكروية مع نادي جي إن كي دينامو زغرب الثاني الكرواتي، في عام 2021 وقع مع نادي إن كيه كوستوشيا الكرواتي، وفي عام 2022 وقع مع نادي إن كيه ترنيي الكرواتي، بعد ذلك، وقع مع نادي إن كيه جارون زغرب الكرواتي.
كان الغول لاعبًا دوليًا لمنتخب كرواتيا للشباب، استُدعي للمنتخب الكرواتي لكرة القدم تحت 19 عامًا، بعد ذلك، انضم إلى منتخب فلسطين للشباب، لعب مع منتخب فلسطين تحت 23 عامًا، سجل هدفه الوحيد لهم ضد تونس.

## الحياة الشخصية
وُلِد الغول في 8 سبتمبر 2002 في زغرب، كرواتيا، وهو من مواطني زغرب، كرواتياولد لأب فلسطيني وأم كرواتية بوسنيةعمل والده مهندسًا مروريًا، وهو من مشجعي نادي مانشستر يونايتد الإنجليزي. وهو شقيق اللاعب الدولي الفلسطيني محمد الغول.